# 大众尚酷
大众尚酷（Volkswagen Scirocco）是大众集团旗下的大众汽车推出的一款运动型三門掀背小跑车，其英文名稱源自於西洛可風（東南風）。

## 第一代（1974–1982）

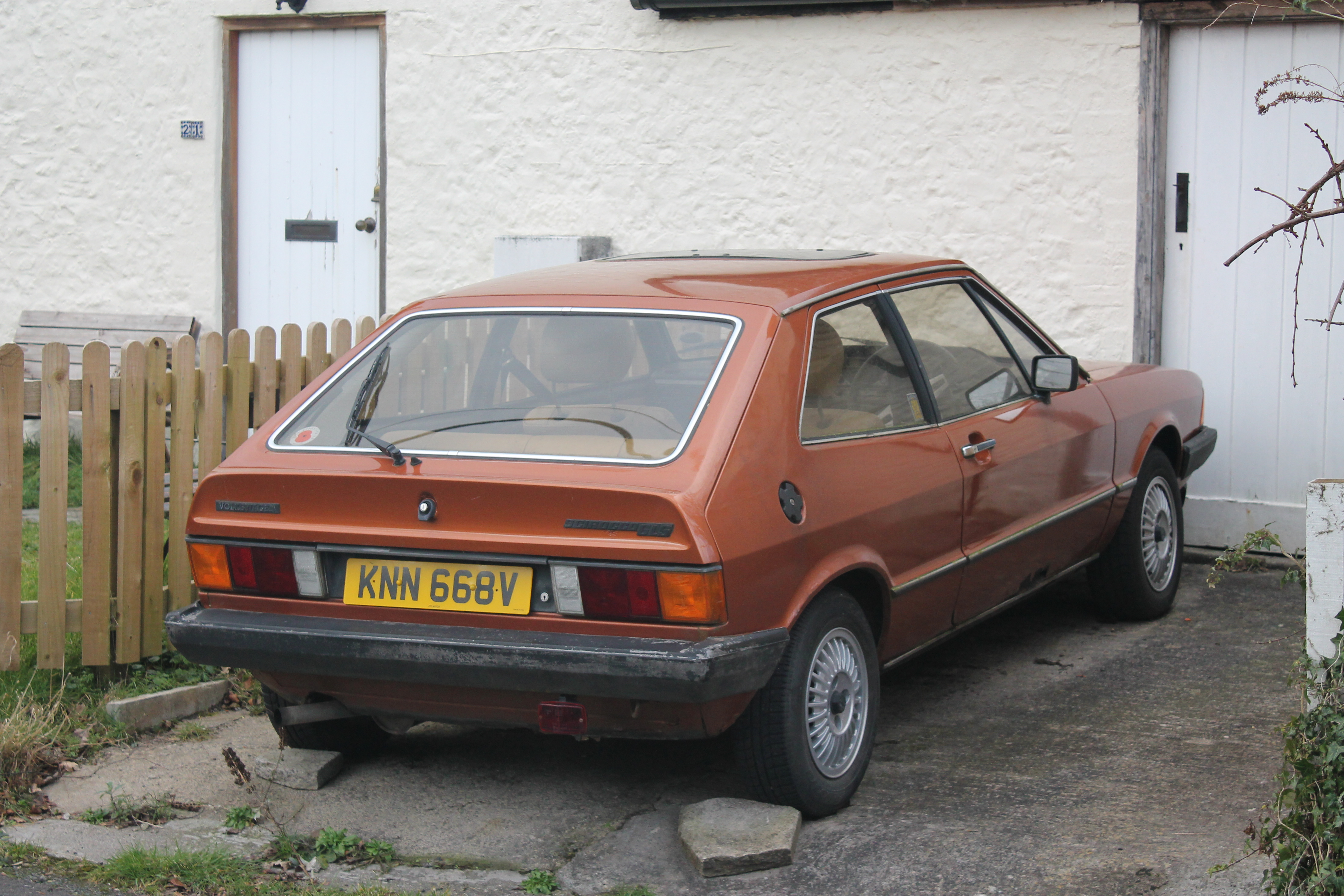
車尾

福士汽車早於1970年左右就著手研發一款運動型車，以取代原來的Karmann Ghia。新車底盤編號為Typ 53，並由意大利设计-乔治亚罗公司負責設計。它採用直列四缸引擎，汽油驅動，引擎容量則介乎1.1至1.7升不等。同時有四速手動變速、五速手動變速選擇。
新車於1974年正式推出，發佈時間比大众高尔夫晚六個月；1975年又在北美發售，同時增設三速自動變速版本。

## 第二代（1982–1992）

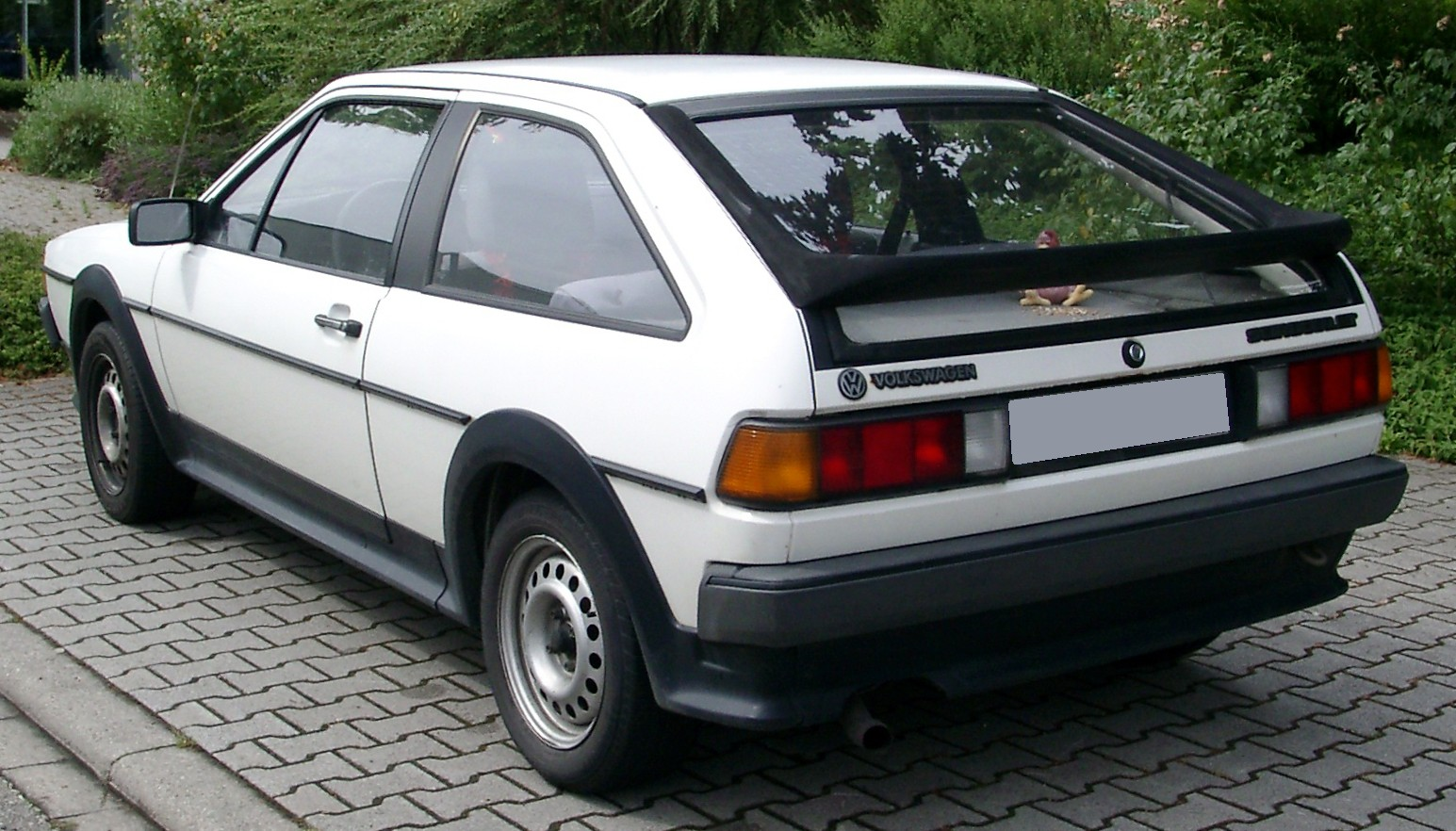
車尾

1981年改版時福士把底盤編號命名為Typ 53B，於1982年推出發售。第二代依舊採用直列四缸引擎，汽油驅動，容量則介乎1.3至1.8公升。而同時第二代有四速手動變速、五速手動變速、三速自動變速選擇。
第二代一直持續生產至1992年，由Volkswagen Corrado所取代。而後者則於1995年停產。

## 第三代（2008–2017）

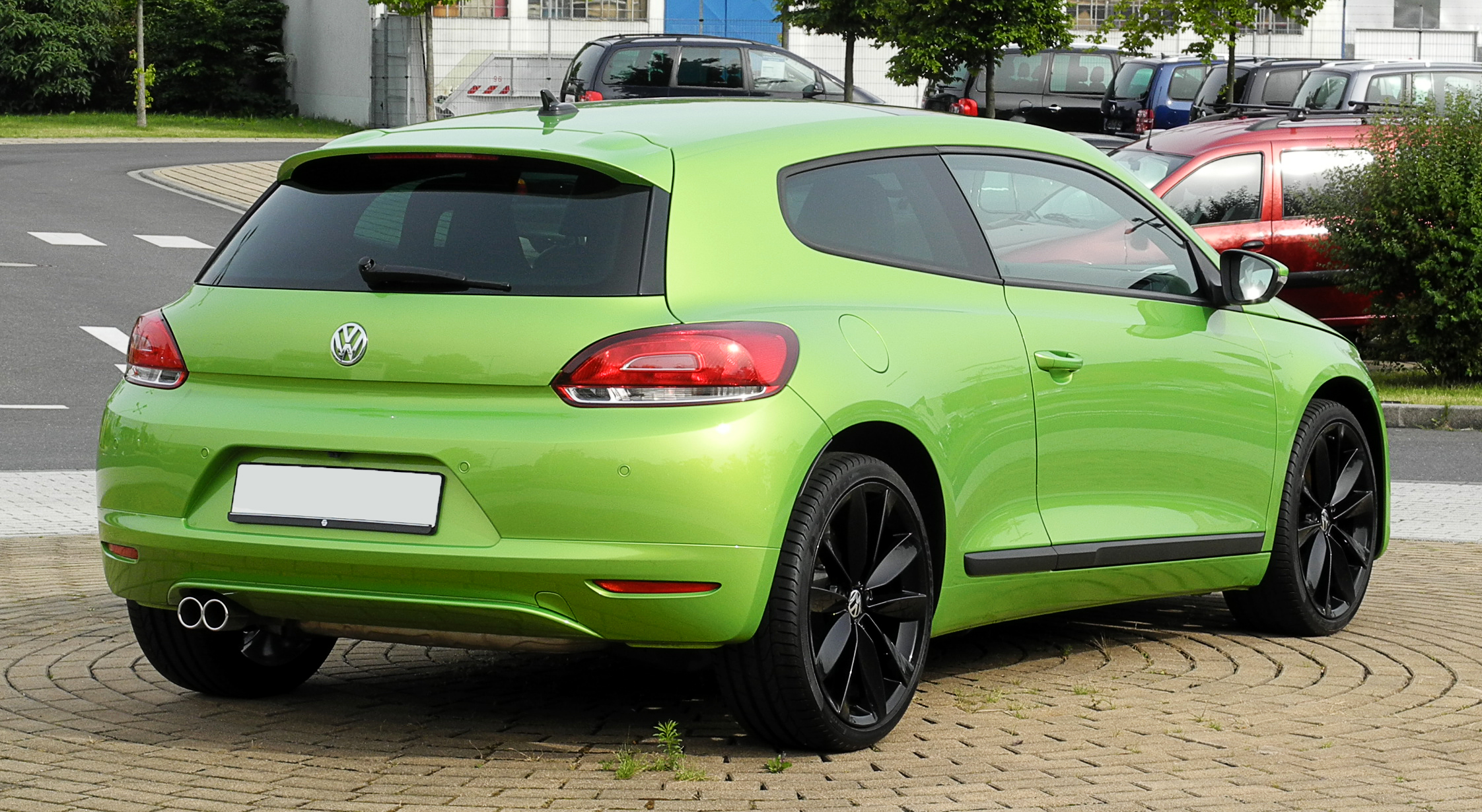
車尾

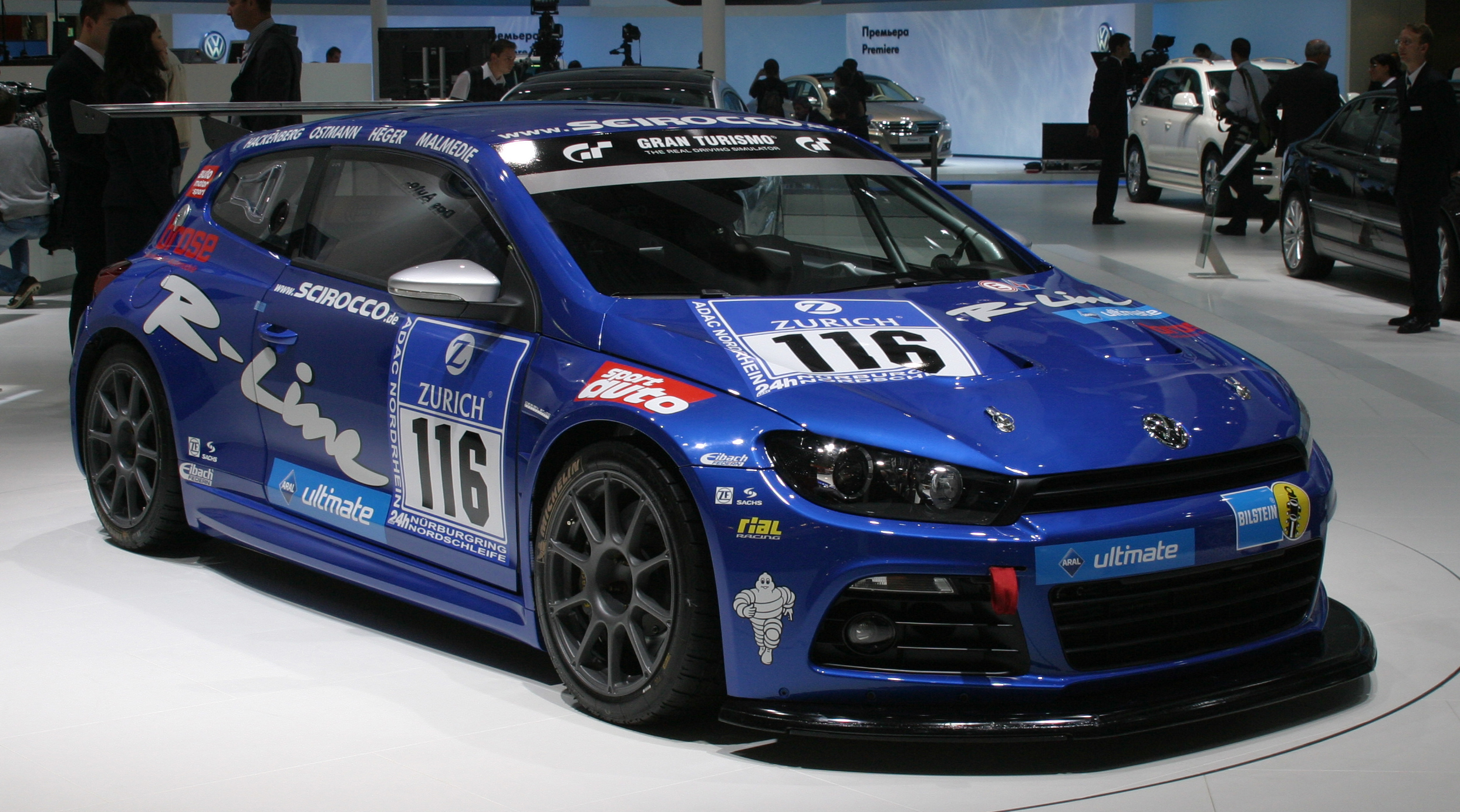
賽車版

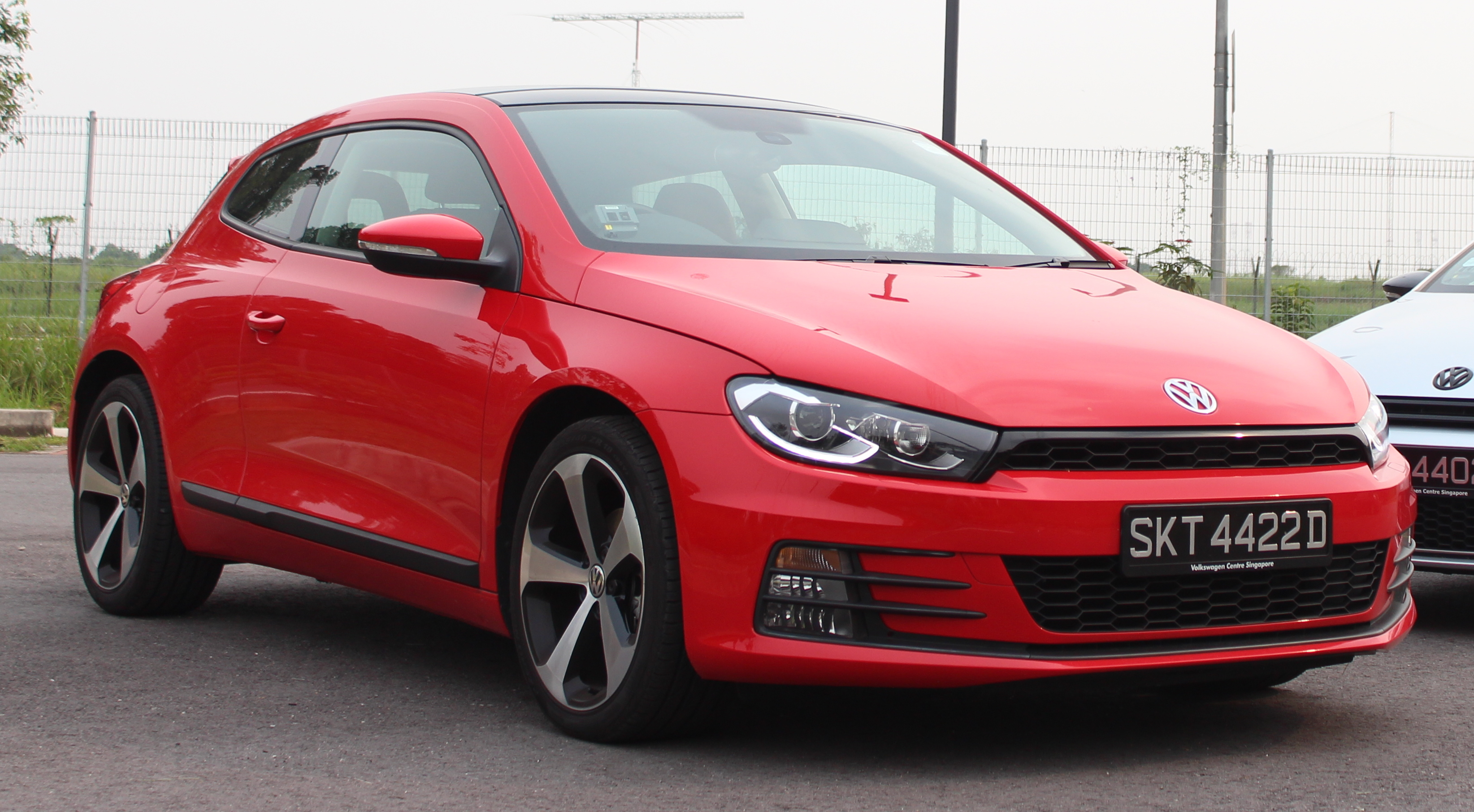
2014年小改款

在停產了十多年後，於2006年，福士宣佈重新推出新的第三代。
第三代研發由意大利籍設計師Walter de Silva負責，大抵是按著大众高爾夫第五代而設計，屬三門掀背，採用直列四缸汽油引擎，容積由1.4至2公升不等。而除了六速手動外，還有六速自動和七速自動變速版本。
第三代是於2008年夏天於歐洲發售。

## 可靠性
2013年11月14日，中华人民共和国国家质量监督检验检疫总局发布公告，由于变速器存在安全隐患，从当年11月25日起对于大众汽车（中国）销售有限公司进口的2009年1月28日至2013年7月4日生产的部分尚酷 1.4T车型实行召回。